# قضیه لاگرانژ (نظریه گروه‌ها)
قضیه لاگرانژ در نظریه گروه‌ها از جمله قضایای مهم است. این قضیه بیان می‌کند که مرتبه هر زیرگروه از یک گروه متناهی، مرتبه آن گروه را عاد می‌کند.
این قضیه به افتخار ژوزف لویی لاگرانژ نام‌گذاری شده‌است. توجه داشته باشید که قضیه‌ای با همین نام در نظریه اعداد در مورد همنهشتی‌های جبری وجود دارد که نباید آن را با این قضیه خلط کرد.

## تاریخچه
در حقیقت لاگرانژ این قضیه را اثبات نکرده‌است و تنها حالتی خاص از آن را کشف کرده‌است. لاگرانژ هنگامی که روی چندجمله‌ای‌ها کار می‌کرد، دریافت که اگر متغیرهای یک چندجمله‌ای n متغیره را به !n حالت ممکن جایگشت دهیم، تعداد چندجمله‌ای‌های متمایز تولید شده حاصل از جایگشت‌ها !n را عاد می‌کند. به عنوان مثال در چندجمله‌ای سه متغیره x+y-z تعداد کل حالات جایگشت متغیرها برابر !۳=۶ است که از این تعداد تنها سه حالت یعنی x+y-z,x+z-y،y+z-x حالات متمایز هستند و دقت کنید که ۳ عدد ۶ را عاد می‌کند.
بنابراین لاگرانژ قضیه را برای گروه‌های متقارن به اثبات رسانید، اما با پیشرفت جبرمجرد و نظریه گروه‌ها این نتیجه به گروه‌های متناهی تعمیم داده شد.

## قضیه لاگرانژ و برهان آن
قضیه لاگرانژاگر G گروهی متناهی و H زیرگروهی از G باشد، آنگاه مرتبه H مرتبه G را عاد می‌کند یعنی |H|||G|.
طرح برهان قضیه لاگرانژاثبات قضیه لاگرانژ ساده‌است و با استفاده از هم مجموعه‌های H در G ثابت می‌شود. برای اثبات می‌توان از هم مجموعه‌های راست یا چپ استفاده کرد که ما در اینجا از مورد اول استفاده می‌کنیم.
می‌دانیم که اگر G یک گروه باشد و H زیرگروهی از G در این صورت G را می‌توان به مجموعه همه هم مجموعه‌های راست متمایز H در G افراز نمود. بعلاوه چون G متناهی است پس هم مجموعه‌های متمایز H در G نیز متناهی است که این تعداد برابر است با اندیس H در G(اندیس H در G تعداد هم مجموعه‌های متمایز H در G هستند) که آن را با [G:H] نشان می‌دهیم.
از طرفی توجه می‌کنیم بنابر خواص هم مجموعه‌های H در G، می‌دانیم برای هر g∈G، داریم |H|=|Hg|. یعنی تعداد عناصر تمام هم مجموعه‌های H در G برابر تعداد اعضای H است.
بنابر آنچه گفته شد نتیجه می‌شود مجموعه G را می‌توان به [G:H] زیرمجموعه که هر یک |H| عضو دارند افراز کرد. پس:
{\displaystyle |G|=[G:H]|H|}
ولذا مرتبه H یعنی |H| مرتبه G یعنی |G| را عاد می‌کند و برهان کامل می‌شود.

## وجود زیرگروه‌ها از مرتبه خاص
بنابر آنچه گفته شد، ممکن است این سؤال به ذهن خطور کند که آیا عکس قضیه لاگرانژ نیز برقرار است. یعنی اگر G گروهی متناهی باشد، آیا G به ازای هر مقسوم علیه مرتبه خود چون n زیرگروهی از مرتبه n دارد؟
پاسخ این پرسش در حالت کلی برای گروه G منفی است. برای رد این مطلب می‌توان گروه متناوب از مرتبه ۱۲ یعنی A۴ را به عنوان مثال نقض در نظر گرفت. با وجود این که ۶ یک مقسوم علیه ۱۲ است ولی این گروه هیچ زیرگروهی از مرتبه ۶ ندارد.
در حقیقت برای برقراری عکس قضیه لاگرانژ به شرایط اضافی نیازمندیم. به عنوان نمونه اگر G گروهی آبلی متناهی باشد در این صورت عکس قضیه لاگرانژ در مورد G صدق می‌کند یعنی اگر G گروهی آبلی و متناهی باشد و n یک مقسوم علیه مرتبه G باشد، G دارای زیرگروهی از مرتبه n است.
همچنین قضایای سیلو و قضیه کوشی برای گروه‌های آبلی متناهی به بررسی این گروه‌های خاص می‌پردازند.

## نتایج و کاربردهای قضیه لاگرانژ
از قضیه لاگرانژ می‌توان نتیجه گرفت اگر G گروهی متناهی از مرتبه n باشد و x∈G آنگاه xn=e.
برای اثبات این مطلب زیرگروه دوری تولید شده توسط x یعنی <x> را در نظر می‌گیریم. فرض می‌کنیم <x> از مرتبه m باشد. در این صورت قضیه لاگرانژ ایجاب می‌کند که m|n پس عدد صحیح k وجود دارد که n=mk.
از طرفی m مرتبه عضو (کوچک‌ترین عدد صحیح مثبت که اگر x به توان آن برسد حاصل عضو خنثی گروه G شود) x است پس xm=e
بنابراین:
{\displaystyle x^{n}=x^{mk}=(x^{m})^{k}=e^{k}=e}
این نتیجه علاوه بر کاربردهایش در مورد گروه‌ها، برای ارائه برهانی جبری برای قضیه کوچک فرما و قضیه اویلر استفاده می‌شود.